# Rudolf Krammer
Rudolf Krammer (* 7. März 1929 in Salzburg; † 3. Jänner 2004 ebenda) war ein österreichischer Fußballspieler auf der Position eines Torwarts und Olympiateilnehmer.
Krammer wuchs in Salzburg in einem Waisenhaus in der Müllner Hauptstraße auf und arbeitete später im städtischen Elektrizitätswerk der Landeshauptstadt. Von 1950 bis 1963 spielte er als reiner Amateur mit dem SV Austria Salzburg in der Tauernliga und der Staatsliga. In der höchsten Spielklasse kam er insgesamt auf 129 Staatsligaspiele und avancierte mit unvergesslichen Paraden zur Salzburger Tormannlegende. 
1952 wurde er von Trainer Viktor Hierländer in den Kader der österreichischen Amateurnationalmannschaft für die Olympischen Spiele in Helsinki einberufen. Die Österreicher schieden bereits nach zwei Spielen (4:3 gegen Finnland und 1:3 gegen Schweden) im Viertelfinale aus. Obwohl der Salzburger in beiden Spielen seinem niederösterreichischen Kontrahenten Fritz Nikolai den Vortritt lassen musste, stellte die Olympiateilnahme einen Höhepunkt seiner Karriere dar. 
Neben dem dreimaligen Gewinn der Tauernliga erlebte Rudolf Krammer mit der Salzburger Austria einen weiteren Höhepunkt mit dem Sieg im Salzburger Landespokalfinale von 1959 gegen den 1. Halleiner SK. 
Rudolf Krammer wurde 74 Jahre alt. Nach seinem Ableben fand er seine letzte Ruhestätte auf dem Salzburger Kommunalfriedhof.

## Erfolge
- Teilnahme an den Olympischen Spielen 1952 in Helsinki
- 3 × Meister 2. Spielklasse: 1953, 1958, 1959 (Tauernliga)
- 1 × Salzburger Landescupsieger: 1959
- 2 Länderspiele für die Österreichische Fußball-Amateurnationalmannschaft